# João de Abreu Castelo Branco

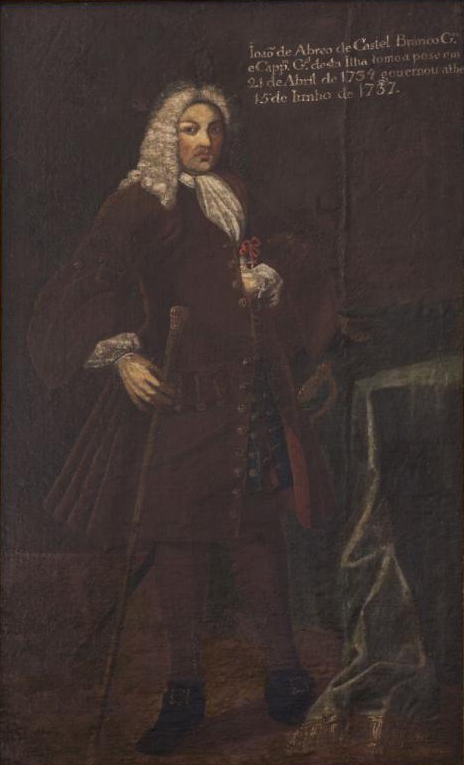
Retrato de João de Abreu Castelo Branco atribuído a Nicolau Ferreira, c. 1790.

João de Abreu Castelo Branco foi um administrador colonial português.
Foi governador-geral da Ilha da Madeira, de 21 de abril de 1734 a 6 de junho de 1737, do Maranhão, de 1737 a 1745, e do Grão-Pará, de 1737 a 1747.